# Tibellus californicus
Tibellus californicus là một loài nhện trong họ Philodromidae.
Loài này thuộc chi Tibellus. Tibellus californicus được miêu tả năm 1965 bởi Schick.